# Boudewijn Napoleon Mussely
Boudewijn Napoleon Mussely  (Kortrijk, 17 oktober 1805 – aldaar, 8 februari 1858), ook genoemd Mussely-Boudewijn, was een Vlaams taalkundige, onderwijzer en schrijver.

## Levensloop
Mussely gaf zijn leven lang les aan het college in Kortrijk. Hij interesseerde zich al die tijd voor de spraakkunst van het Nederlands. 
De Maetschappij ter bevordering der Nederduitsche Tael- en Letterkunde organiseerde in 1837, op verzoek van de Belgische regering, een prijsvraag over de wenselijkheid de spelling van het Nederlands of 'Nederduits' te reglementeren. Er werden twaalf antwoorden ingezonden. Ze werden echter als danig minderwaardig beoordeeld en aan geen enkele werd een prijs toegekend. Wel werd aan een van de inzendingen, die van Boudewijn Mussely, een aanmoedigingspremie toegekend voor zijn verdienstelijke verhandeling.
Mussely stond in nauw contact met Jan Frans Willems, met wie hij een drukke correspondentie voerde.

## Publicaties
- Nederduytsche spraekkunst, naer de spelling der keurigste schrijvers opgemaakt, 1832.
- Stichtelijke en aengenaeme tijdverkorting voor jonge lieden, 1837.
- Beginselen der Vlaemsche spraekkunst, 1840.
- Beknopte Nederduytsche spraekkunst, 1840.
- Nederduytsche spraekkunst, 2 delen, 1846.
- Doelmatig  ABC boek of eerste spel- en leeslessen, 1846.
- De Kindervriend of zedelijke en aangename verhalen voor kinderen, 1846.
- Walter van Heule, historische roman, 1853.
- Levensschets van Mgr. Boussen, bisschop van Brugge, 1854.